# Scales

Scales est un jeu de rôle sur table édité par Asmodée en 1994, coécrit par Croc, G.E. Ranne et Stéphane Bura. Il s'agit d'un jeu de type contemporain dont l'univers est basé sur notre réalité. Toutefois, Scales étant un jeu à secrets, les joueurs découvrent au cours des premiers scénarios que son univers n'a rien à voir avec le nôtre.
Dans une campagne typique, les personnages-joueurs découvrent progressivement leurs propres capacités et l'univers qui les entoure. Les joueurs ne découvrent la réalité de leur personnages qu'après plusieurs séances.

## Univers et secrets du jeu
Scales se base sur une réalité parallèle à la nôtre. Dans ce monde, les dragons existent depuis la nuit des temps. Treize d'entre eux, les grand-pères, dirigent plus ou moins certaines entités du monde profane (médias, banques, Mafia, etc.). Grâce à l'aide de leurs fils et de leurs petit-fils, chacun d'eux tente d'assouvir leur soif de connaissances ou de richesses.
Le groupe de personnages-joueurs est composé d'un petit-fils ainsi que d'autres personnages, à l'apparence humaine, mais qui découvriront vite qu'ils sont en fait des créatures magiques dont l'existence est à l'origine des grands mythes humains (farfadet, elfe, centaure, etc.). Un groupe de joueurs est appelé un gestalt et se réunit autour d'un objet-gestalt.

## Liste des ouvrages de la gamme chez Siroz Éditions
- Livre de base
- Écran du jeu, illustré par Guillaume Sorel
- Politique
- Technologie
- Magie

En raison de l'échec commercial de la gamme, un dernier supplément, Nature, n'est jamais paru.
Un des auteurs du jeu, Stéphane Bura, finit par mettre en ligne un condensé des intrigues finales sur le site de l'éditeur sous le titre : "La vérité est ici". Depuis l'arrêt de l'activité jeu de rôles par l'ancien éditeur, ce fichier est hébergé sur le site Hopitalpsy avec l'aimable autorisation de son auteur.

## Adaptation en romans
- 1996 : Un regard vertical, par G.E. Ranne, Asmodée éditions[1]
- 1996 : Le Silence est d'or, par G.E. Ranne, Asmodée éditions[2]

Tout comme pour le supplément Nature, le dernier roman, Bruit blanc, ne vit jamais le jour.

## Analyse
Le sociologue Olivier Caïra rattache le jeu au genre du fantastique contemporain et le rapproche, par son thème, de Fireborn, jeu de 2004, tous deux proposant d'incarner des dragons qui dirigent le monde en secret.
Jérôme Larré et Coralie David, dans les actes du colloque Le Jeu de rôle sur table, un laboratoire de l'imaginaire, estiment que Scales s'inscrit dans une tendance des jeux des années 1990 à délaisser la notion de classe de personnage omniprésente dans Donjons et Dragons et dans les premiers jeux de rôle, au profit de "jeux à clans". Ils rapprochent Scales de jeux comme Vampire : La Mascarade et Secrets de la 7e Mer.
Rétrospectivement, l'auteur du jeu, Croc, juge que celui-ci fait partie de ses « échecs » au même titre que Heavy Metal ou Nightprowler. Il trouve en effet que le concept du jeu était trop compliqué à expliquer : des dragons dans un monde actuel, mais une seule personne à la table joue un dragon pendant que les autres incarnent autre chose. Il estime que ses jeux qui ont le mieux marché commercialement proposaient des concepts de base plus faciles à présenter, comme In Nomine Satanis - Magna Veritas (1990) qui consiste à jouer des anges ou des démons dans le monde actuel.